# Plateremaeus complanatus
Plateremaeus complanatus är en kvalsterart som först beskrevs av Warburton 1912.  Plateremaeus complanatus ingår i släktet Plateremaeus och familjen Plateremaeidae. Inga underarter finns listade i Catalogue of Life.